# Róża (geologia)
Róża – w mineralogii określenie zespołu wydłużonych kryształów skupionych w formie rozety lub kwiatu róży. Nazwę dla takich skupisk zaproponował w 1933 r. William Arthur Tarr. Przykładem jest róża pustyni.